# Kleinkastell Sindringen

Der Vordere Limes mit dem älteren, westlicher gelegenen Neckar-Odenwald-Limes

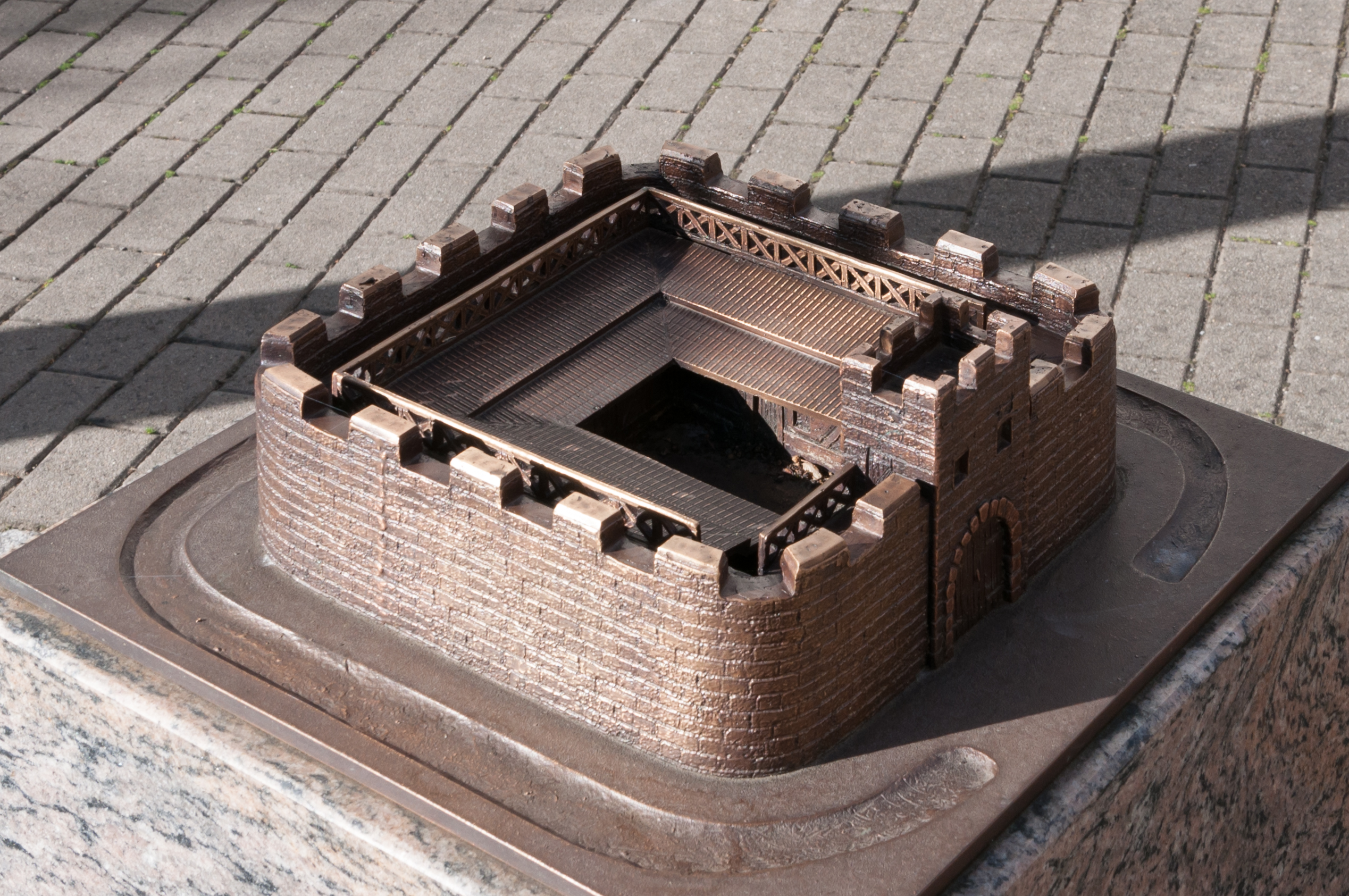
Rekonstruktionsversuch am Kirchplatz in Sindringen

Das Kleinkastell Sindringen (auch: Kleinkastell Forchtenberg-Sindringen) war eine römische Fortifikation des obergermanischen „Vorderen Limes“, der 2005 den Status des UNESCO-Weltkulturerbes erlangte. Das Kleinkastell wurde 640 Meter hinter der römischen Reichsgrenze errichtet und befindet sich heute unter dem Boden des einstmals selbständigen Städtchens Sindringen, heute ein Ortsteil der Stadt Forchtenberg im Hohenlohekreis, Baden-Württemberg.

## Lage und Forschungsgeschichte
Das Sindringer Gebiet wurde schon in vorgeschichtlicher Zeit besiedelt. Davon zeugt unter anderem eine um 1902 entdeckte Körperbestattung mit Beigaben der Hallstattzeit in der Gewann Oberes Greut. Auf dem Schwarzenberg bei Neuzweiflingen (Trautenhof) konnten außerdem verflachte Grabhügel derselben Zeitstufe beobachtet und teilweise ergraben werden. Noch wesentlich älter war eine 1938 am Buchhof ausgeackerte durchbohrte steinzeitliche Axt aus Hornblende-Schiefer.
Die römische Befestigung wurde im tiefliegenden Tal des Kochers an einem Gleithang auf der nördlichen Seite des Flusses errichtet. Zu beiden Seiten steigen die Hänge steil auf. In der Nähe des Kleinkastells beginnt ein kurzes schmales Tal die Höhen in nordöstlicher Richtung hinaufzuziehen und kreuzt dabei die hier schnurgerade von Nordnordwest nach Südsüdost verlaufende römische Grenze mit ihren Bauten. Die Hauptaufgabe der nach Sindringen abkommandierten Einheit lag nach Ansicht des Archäologen und Limesexperten Dieter Planck in der Überwachung des Kochertals und der dort durchlaufenden Grenze.
Bereits 1837 mutmaßte der zur römischen Geschichte forschende preußische Oberstleutnant Friedrich Wilhelm Schmidt (1786–1846) nach einem Besuch des Hohenloher Limes ein römisches Kastell in Sindringen. Eine erste, erfolglose Sondage zu der gemutmaßten Anlage fand 1896 durch den Gymnasiallehrer Gustav Sixt (1856–1904) und den Klassischen Philologen und Althistoriker Ernst von Herzog (1834–1911) im Auftrag der Reichs-Limeskommission statt. Schließlich kamen vor der Südostecke der um 1100 errichteten Heilig-Kreuz-Kirche bei der Anlage einer Wasserleitung, die im Jahr 1904 stattfanden, Mauerreste zu Tage. Der damalige Pfarrer August Heinrich Krauß mutmaßte hinter diesem Befund die Überreste des lange gesuchten Kastells. Doch erst 1928 führte der Archäologe Friedrich Hertlein (1865–1929) eine erfolgreiche Grabung durch. Bis heute bildet seine Dokumentation der bis zu 1,70 Meter tief liegenden Fundamente der abgerundeten Südostecke des Kleinkastells die Grundlage aller weiterer Forschungen. Das Kastell Jagsthausen liegt 3,8 Kilometer nördlich.
Im Jahr 2012 wurde im Rahmen der 975-Jahr Feier im Forchtenberger Ortsteil Sindringen vor der Heilig-Kreuz-Kirche ein Modell des Kleinkastells eingeweiht.
Aufgrund des schlechten Überlieferungszustandes wurde das Kleinkastell Sindringen selbst nicht in das Welterbe aufgenommen.

## Baugeschichte
Bei den 1928 an der Ost- und Südseite der Kirche durchgeführten Grabungen wurde deutlich, dass die rechteckige Anlage eine 1,48 Meter breite Wehrmauer mit abgerundeten Ecken besessen hat. An der Ostseite konnte ein Tor festgestellt werden, dessen südliche Wange 0,8 Meter breit und 1,95 Meter lang gewesen ist. Die Länge der nordöstlichen Wehrmauer, die in Sindringen auch die Prinzipalseite der Fortifikation war, könnte 25,6 Meter betragen haben. Das vielleicht 625 Quadratmeter große Kleinkastell Sindringen gehört wahrscheinlich zum Typ Rötelsee. Dieses Kastell ist wesentlich besser erforscht und wird – da ist sich die Forschung nicht sicher – auf das späte 2. Jahrhundert oder in das Jahr 233 n. Chr. datiert. Funde kamen 1928 nicht ans Licht.
Die Versorgung der Truppe an diesem Standort geschah vom Kocher aus.

## Nachrömische Entwicklung
Im Zuge des Limesfalls, der 259/260 n. Chr. in der Aufgabe der Agri decumates (Dekumatland) mündete, wurden die noch bestehenden römischen Grenzanlagen von den Truppen geräumt, wenn sie nicht schon zuvor gewaltsam zerstört worden waren. In Sindringen siedelten im Anschluss Alamannen am Ort. 1948 und 1991 kam an der Gartenstraße 10 und auf der Nachbarparzelle in Sindringen je ein fränkisches Körpergrab zu Tage, das der Merowingerzeit zugeordnet wird.

## Denkmalschutz
Das Kleinkastell Sindringen und die erwähnten Bodendenkmale sind als Abschnitt des Obergermanisch-Rätischen Limes seit 2005 Teil des UNESCO-Welterbes. Außerdem sind die Anlagen Kulturdenkmale nach dem Denkmalschutzgesetz des Landes Baden-Württemberg (DSchG). Nachforschungen und gezieltes Sammeln von Funden sind genehmigungspflichtig, Zufallsfunde an die Denkmalbehörden zu melden.